# Hermetia coarctata
Hermetia coarctata är en tvåvingeart som beskrevs av Macquart 1846. Hermetia coarctata ingår i släktet Hermetia och familjen vapenflugor. Inga underarter finns listade i Catalogue of Life.